# Atheretic
Atheretic ist eine kanadische Technical- und Brutal-Death-Metal-Band aus Montreal, die im Jahre 1999 gegründet wurde.

## Geschichte
Die Band wurde im Jahr 1999 von drei Musikschülern gegründet, die gerade die Musikschule absolviert hatten. Noch im selben Jahr nahmen sie ihr erstes Demo auf. Ihr Debütalbum Adhesion, Aversion... veröffentlichten sie im Jahr 2001 über Neoblast Records. Dadurch erhöhten sie ihre Bekanntheit und spielten Konzerte in der ganzen Provinz.
Im Jahr 2003 verließ der Sänger aufgrund musikalischer Differenzen die Band, obwohl neue Lieder bereits fertiggestellt waren. Die Band suchte nach einem neuen Sänger und fand diesen im März 2004. Danach folgten einige Konzerte, wobei auf diesen altes und neues Material gleichermaßen gespielt wurde. Danach nahm die Band das nächste Album namens Apocalyptic Nature Fury unter der Leitung von Jean-François Dagenais (Kataklysm, Malevolent Creation, Misery Index) auf.
Das Album wurde im Jahr 2006 über Galy Records veröffentlicht.

## Stil
Die Band spielt extrem aggressiven Technical-Death-Metal. Die Geschwindigkeit der komplexen, technisch anspruchsvollen Stücke ist dabei meist hoch gehalten. Atheretic wird mit anderen Bands des Genres wie Cryptopsy oder Necrophagist verglichen.

## Diskografie
- 1999: Promo (Demo, Eigenveröffentlichung)
- 2001: Adhesion, Aversion... (Album, Neoblast Records)
- 2005: Apocalyptic Nature Fury – Advanced Promo 2005 (Single, Eigenveröffentlichung)
- 2006: Apocalyptic Nature Fury (Album, Galy Records)